# Radosław Romanik
Radosław Romanik (nascido em 16 de janeiro de 1967) é um ex-ciclista polonês de ciclismo de estrada. Competiu representando seu país, Polônia, nos Jogos Olímpicos de Verão de 2004 em Atenas, na prova de estrada individual, embora ele não conseguiu completar a corrida.